# Демографска историја Новог Сада
| Становништво града у току историје | Становништво града у току историје |
| ---------------------------------- | ---------------------------------- |
| 1748.                              | 4.620                              |
| 1772.                              | 6.000                              |
| 1775.                              | 8.874                              |
| 1777.                              | 7.930                              |
| 1778.                              | 7.885                              |
| 1780.                              | 8.833                              |
| 1781.                              | 5.619                              |
| 1782.                              | 5.867                              |
| 1786.                              | 10.000                             |
| 1787.                              | 8.998                              |
| 1800.                              | 9.240                              |
| 1804.                              | 13.262                             |
| 1816.                              | 16.311                             |
| 1820.                              | 20.000                             |
| 1828.                              | 20.230                             |
| 1843.                              | 17.332                             |
| 1847.                              | 18.896                             |
| 1848.                              | 18.530                             |
| 1850.                              | 7.182                              |
| 1860.                              | 14.055                             |
| 1864.                              | 17.569                             |
| 1869.                              | 19.119                             |
| 1870.                              | 19.301                             |
| 1880.                              | 21.325                             |
| 1890.                              | 24.717                             |
| 1900.                              | 28.763                             |
| 1910.                              | 33.089                             |
| 1921.                              | 39.122                             |
| 1931. (1.)                         | 63.985                             |
| 1941.                              | 61.731                             |
| 1948.                              | 69.431                             |
| 1953.                              | 76.752                             |
| 1961.                              | 102.469                            |
| 1971.                              | 141.375                            |
| 1981.                              | 170.020                            |
| 1991.                              | 179.626                            |
| 2002.                              | 191.405                            |
| 2011.                              | 231.798                            |
| 2022.                              | 260.438                            |
| (1.) заједно са Петроварадином     |                                    |

Демографска историја Новог Сада

## Преглед демографске историје
Од оснивања Новог Сада 1694. године, најбројнија етничка група у граду били су Срби. После 1867. године, Нови Сад се налази под управом угарског дела Аустроугарске монархије. Током овог периода, политика мађаризације, коју је спроводила угарска влада, променила је демографску структуру града, односно, од претежно српског Нови Сад је добио етнички мешовит карактер. По попису из 1880. године, 41,2% становника града је говорило српским, а 25,9% мађарским језиком. До 1910. године, процентуално учешће говорника српског језика пало је на 34,52%, док се процентуално учешће говорника мађарског језика попело на 39,72%.
Не може се са сигурношћу рећи да ли су Мађари или Срби били најбројнији народ у граду 1910. године, с обзиром да многи историчари оспоравају тачност резултата пописа из 1910. године будући да овај попис није бележио етничку припадност грађана, нити је бележио искључиво матерњи језик, већ је такође бележио „најчешће говорен језик“, тако да резултати пописа преувеличавају број говорника мађарског језика, с обзиром да је ово био званични језик у то време и многи грађани којима мађарски није био матерњи су изјавили да га најчешће користе у свакодневној комуникацији. У говорнике мађарског језика урачунато је и 2.326 Јевреја, који су се декларисали да се служе мађарским језиком (по попису из 1910. године, укупан број говорника мађарског језика у Новом Саду, укључујући и поменуте Јевреје, био је 13.343, док је број говорника српског језика био 11.594). Још један пропуст пописа из 1910. године био је тај што у попису нису бележени само стални становници града, већ такође и привремени становници, који нису живели у граду већ су овде били стационирани по дужности војне или цивилне службе.

## Подаци из 1590. године
Током турске управе, 1590. године, становништво свих села која су постојала на територији данашњег Новог Сада (на левој обали Дунава) бројало је 105 кућа, настањених искључиво Србима. Међутим, турски подаци из овог доба помињу само оне становнике који су плаћали порез, тако да је број Срба који су живели на овом подручју (на пример оних који су служили у турској војсци) био већи.

## Подаци из 1697. године
Још 1697. године, Варадински Шанац (каснији Нови Сад) означен је као српско насеље, а у ово време имао је тридесетак домова.

## Подаци из 1720. године
По подацима из 1720. године, становништво Рацког Града (касније познатог као Нови Сад) бројало је:
- 112 српских кућа
- 14 немачких кућа
- 5 мађарских кућа

## Подаци из 1748. године
По подацима из 1748. године, Нови Сад је имао 3.152 (по другим подацима 4.620) становника, од чега:
- Срби = преко 1.500
- Немци = преко 1.000
- Шокци = 250
- Мађари = 170

## Подаци из 1762. године
По подацима из 1762. године, Нови Сад је имао 2.763 становника старијих од 12 година (млађи тада нису пописани), од којих:
- 2.040 православних
- 723 католика

## Подаци из 1775. године
По попису из 1775. године, Нови Сад је имао 8.874 становника, од којих:
- 6.391 православних
- 2.483 католика

## Подаци из 1777. године
По попису из 1777. године, Нови Сад је имао 7.930 становника, од којих:
- 5.402 православних
- 2.528 католика

## Подаци из 1778. године
По попису из 1778. године, Нови Сад је имао 7.885 становника, од којих:
- 5.388 православних
- 2.497 католика

## Подаци из 1780. године

### Куће
1780. године, Нови Сад је имао око 2.000 кућа, од којих 1.144 српских.

### Вероисповест
По попису из 1780. године, Нови Сад је имао 8.833 становника, од којих:
- 5.915 православних
- 2.718 католика

## Подаци из 1786. године
По подацима из 1786. године, Нови Сад је имао око 2.000 домова са 10.000 становника, од којих су 1.144 српска дома са преко 6.000 душа.

## Подаци из 1804. године
По попису из 1804. године, Нови Сад је имао 13.262 становника, од којих:
- 4.129 православних (мушкараца)
- 2.090 католика (мушкараца)
- 213 јеврејских (мушкараца)
- 116 калвинских (мушкараца)
- 99 евангелистичких (мушкараца)

## Подаци из 1816. године
Од 16.311 становника 1816. године, пописано је само мушкараца 8.021, од којих:
- 4.522 православних
- 2.530 католика
- 400 калвиниста
- 360 Јевреја
- 200 евангелика

## Подаци из 1820. године
1820. године, Нови Сад је имао 20.000 становника, од којих око 2/3 Срба.

## Подаци из 1828. године
По подацима из 1828. године, Нови Сад је имао 20.230 становника, од којих:
- 12.581 православних
- 5.664 католика
- 1.281 протестаната
- 750 Јевреја

## Подаци из 1843. године

### Вероисповест
По подацима из 1843. године, Нови Сад је имао 17.332 становника, од којих:
- 9.675 Православних хришћана
- 5.724 Католика
- 1.032 Протестаната
- 727 Јевреја
- 30 верника Јерменске цркве

### Етничке групе
Најбројнија етничка група у граду у ово време били су Срби, а друга група по бројности Немци.

## Подаци из 1850. године
По подацима из 1850. године, Нови Сад је имао 7.182 становника, од којих:
- Срби = 4.883
- Мађари = 1.284
- Немци = 777
- Шокци (Хрвати) = 208
- Словаци = 33
- Роми = 23
- Јевреји = 13
- Русини = 11

## Подаци из 1860. године

### први попис
По подацима из 1860. године, Нови Сад је имао 14.055 становника, од којих:
- Срби = 7.150
- Немци = 2.688
- Мађари = 2.500
- Јевреји = 774
- Шокци = 600
- Словаци = 343

### други попис
Због замерки да попис није тачан, извршен је нови попис, по коме је Нови Сад имао 19.530 становника, од којих:
- Срби = 8.409
- Немци = 3.148
- Мађари = 2.850
- Јевреји = 774
- Шокци = 600
- Словаци = 470
- Русини = 300

## Подаци из 1864. године
По подацима из 1864. године, Нови Сад је имао 17.569 становника, од којих:
- Срби = 7.945
- Мађари = 3.874
- Немци = 3.480
- Јевреји = 860
- Шокци = 600
- Словаци = 560
- Русини = 250

## Подаци из 1870. године
По подацима из 1870. године, Нови Сад је имао 19.119 (по другим подацима 19.301) становника, од којих:
- 8.134 православних
- 6.684 католика
- 1.725 калвина
- 1.343 лутерана
- 965 Јевреја
- 176 унијата
- 65 назарена
- 13 верника јерменске цркве

## Подаци из 1880. године
По попису из 1880. године, у Новом Саду је живело 21.325 становника, који су говорили следеће језике:
- српски језик = 8.790 (41,2%)
- мађарски језик = 5.517 (25,9%)

## Подаци из 1890. године
По попису из 1890. године, у Новом Саду је живело 24.717 становника, који су говорили следеће језике:
- српски језик = 9.300 (37,6%)
- мађарски језик = 7.804 (31,6%)

## Подаци из 1900. године
По попису из 1900. године, у Новом Саду је живело 28.736 (по другим подацима 25.296) становника, који су говорили следеће језике:
- мађарски језик = 10.321 (35,92%)
- српски језик = 9.889 (34,41%)
- немачки језик = 6.483 (22,56%)
- словачки језик = 1.489 (5,18%)
- хрватски, буњевачки и шокачки говор = 562 (1,96%)
- русински језик = 293 (1,02%)
- остали језици = 268 (0,93%)

## Подаци из 1910. године
По попису из 1910. године, у граду је живело 33.590 (по другим подацима 33.089) становника, који су се најчешће служили следећим језицима:
- 13.343 (39,72%) мађарским (*)
- 11.594 (34,52%) српским
- 5.918 (17,62%) немачким
- 1.453 (4,33%) словачким

(*) у говорнике мађарског језика урачунато је и 2.326 Јевреја, који су се декларисали да се служе мађарским језиком.

## Подаци из 1921. године

### Етничке групе
Према попису из 1921. године, град је имао 39.122 становника, од којих (подаци према матерњем језику):
- 16.071 (41,08%) Срба
- 13.065 (33,4%) Мађара
- 6.486 (16,58%) Немаца
- 1.294 (3,31%) Словака
- 672 (1,72%) Руса
- 613 (1,57%) Словенаца

### Вероисповест
По вероисповести било је:
- католика = 15.120 (38,65%)
- православних = 14.891 (38,06%)
- евангелиста = 5.713 (14,6%)
- Јевреја = 2.663 (6,81%)
- муслимана = 426 (1,09%)

## Подаци из 1931. године
Језички састав становништва Новог Сада према попису из 1931. године - од укупно 63.985 становника (збирни подаци за Нови Сад и Петроварадин), било је говорника следећих језика:
- српски, хрватски или словеначки језик = 32.227 (50,37%)
- мађарски језик = 17.354 (27,12%)
- немачки језик = 9.116 (14,25%)
- остали словенски језици = 4.546 (7,11%)

## Подаци из 1941. године
По попису из 1941. године, који су извршиле мађарске окупационе власти, у Новом Саду је живело 61.731 становника, који су говорили следеће језике:
- мађарски језик = 31.685 (51,3%)
- српски језик = 17.039 (27,6%)

## Подаци из 1948. године
По попису из 1948. године, у Новом Саду је живело 69.431 становника, од којих:
- Срби = 35.330 (50,89%)
- Мађари = 11.663 (16,8%)
- Хрвати = 8.417 (12,12%)

## Подаци из 1953. године
По попису из 1953. године, у Новом Саду је живело 76.752 становника, од којих:
- Срби = 40.710 (53%)
- Мађари = 21.810 (28,4%)

## Подаци из 1961. године
По попису из 1961. године, Нови Сад је имао 102.469 становника, од којих:
- Срби = 61.326 (59,85%)
- Мађари = 23.812 (23,24%)
- Хрвати = 6.364 (6,21%)
- Црногорци = 1.255 (1,23%)

## Подаци из 1971. године
По попису из 1971. године, Нови Сад је имао 141.375 становника, од којих:
- Срби = 88.659 (62,71%)
- Мађари = 22.998 (16,27%)
- Југословени = 8.487 (6%)
- Хрвати = 6.992 (4,95%)
- Црногорци = 2.663 (1,88%)
- Македонци = 1.032 (0,73%)

## Подаци из 1981. године
По попису из 1981. године, Нови Сад је имао 170.020 становника, од којих:
- Срби = 103.878 (61,1%)
- Мађари = 19.262 (11,3%)

## Подаци из 1991. године
По попису из 1991. године, Нови Сад је имао 179.626 становника, од којих:
- Срби = 114.966 (64%)
- Југословени = 25.434 (14,16%)
- Мађари = 15.778 (8,78%)
- Црногорци = 5.359 (2,98%)
- Хрвати = 4.846 (2,7%)
- Словаци = 2.039 (1,14%)
- Русини = 1.809 (1,01%)
- Македонци = 1.205 (0,67%)
- Муслимани = 1.018 (0,57%)

## Подаци из 2002. године
Према попису из 2002. године, становништво Новог Сада бројало је 191.405 становника, подељених у следеће етничке групе:
- Срби = 141.475 (73,91%)
- Мађари = 11.538 (6,03%)
- Југословени = 7.055 (3,69%)
- Црногорци = 4.261 (2,23%)
- Хрвати = 3.519 (1,84%)
- Словаци = 1.673 (0,87%)
- Русини = 1.556 (0,81%)
- Роми = 1.177 (0,62%)
- остали

## Подаци из 2011. године
Према попису из 2011. године, становништво Новог Сада бројало је 250.439 становника, подељених у следеће етничке групе:
- Срби = 197.058 (78,68%)
- Мађари = 9.735 (3,88%)
- Хрвати = 3.295 (1,31%)
- Роми = 3.172 (1,26%)
- Црногорци = 3.001 (1,19%)
- Југословени = 1.878 (0,75%)
- Словаци = 1.780 (0,71%)
- Русини = 1.721 (0,68%)
- остали